# Sohl (Bad Laasphe)
Sohl (auch der Sohl; mundartlich Sool) ist ein Stadtteil von Bad Laasphe im nordrhein-westfälischen Kreis Siegen-Wittgenstein
Der Ort besteht aus acht Wohnhäusern und liegt direkt an der Grenze zu Hessen im südwestlichen Stadtgebiet.

## Geschichte
Die Bauerschaft Sohl wurde 1711 von drei Bauern gegründet. Verwaltungsmäßig gehörte der Ort bis Ende 1974 zu Fischelbach, postalisch von 1907 bis 1974 zu Ewersbach. Deshalb muss auch heute noch die Telefonvorwahl von Dietzhölztal (02774) gewählt werden.

## Infrastruktur

### Straßenverkehr
Sohl ist über die Kreisstraße 36 an das öffentliche Straßennetz angeschlossen. Diese mündet in Fischelbach in die Landesstraße 718.

### Windkraftanlagen
In dem Gebiet um die Ortschaft entsteht zurzeit (Stand: September 2014) ein Windpark mit sieben Windkraftanlagen.

## Freizeit

### Skilanglauf
Das Wintersport-Zentrum des Langlauf- und Biathlonclubs Banfetal e. V. (LBC) ist die Loipe auf dem Sohl. Sie wird jeden Winter in ehrenamtlicher Arbeit gespurt.